# Jacques Piccard
Jacques Piccard (Bruselas, 28 de julio de 1922-La Tour-de-Peilz, 1 de noviembre de 2008) fue un explorador, ingeniero y oceanógrafo suizo, conocido por el desarrollo de vehículos subacuáticos para el estudio de las corrientes oceánicas. Piccard y Don Walsh fueron, hasta 2012, las únicas personas que alcanzaron el punto más bajo de la superficie terrestre, el abismo Challenger, en la fosa de las Marianas.

## Biografía
Hijo de Auguste Piccard, era un  inventor y explorador suizo, además de profesor de física en las universidades de Zúrich y Bruselas. Jacques estudió en una escuela privada llamada École Nouvelle de Suisse Romande en Lausana (Suiza). Se graduó en 1943 y fue a la Universidad de Ginebra, donde estudió física y economía. En 1944 se tomó un año libre para servir en el Primer Ejército Francés. En 1946 se licenció y en 1946 empezó a dar clases. Su padre utilizaba la técnica de flotación de los globos para desarrollar un vehículo sumergible en aguas profundas conocido como batiscafo. Jacques trabajó con su padre para mejorar el diseño del batiscafo y demostrar su potencial para las inmersiones en aguas profundas. Construyeron tres batiscafos entre 1948 y 1955.

## Trayectoria
El 23 de enero de 1960, Jacques Piccard fue el primero en alcanzar la máxima profundidad marina en un batiscafo denominado Trieste, diseñado y construido por su padre. Lo hizo acompañado del teniente de la Marina estadounidense Donald Walsh en la fosa de las Marianas, alcanzando el lecho del océano.
La profundidad del descenso fue calculada en 10.916 metros (35.813 pies), pero unas mediciones hechas en 1995 determinaron un nuevo valor, y se calculó la profundidad real del Challenger Deep en 10.911 m (35.797 pies). El descenso duró cinco horas y los dos hombres estuvieron en el fondo oceánico cerca de veinte minutos antes de la subida, que demoró 3 horas y 15 minutos.
El 26 de marzo de 2012, el director de cine James Cameron repitió la hazaña con un minisubmarino, logrando el récord de inmersión en solitario en la fosa Challenger.
La Marina estadounidense adquirió el Trieste para emplearlo en la investigación oceánica, y Jacques Piccard se trasladó a los EE. UU. para trabajar en su desarrollo y perfeccionamiento.
Jacques Piccard construyó cuatro submarinos:
- Auguste Piccard, el primer submarino de pasajeros del mundo.
- Ben Franklin (PX-15)
- F.-A. Forel
- PX-44

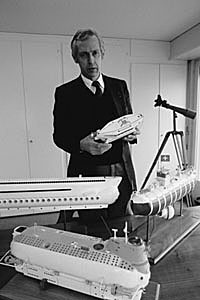

El 14 de julio de 1969, apenas dos días antes del lanzamiento del Apolo 11, el submarino Ben Franklin, también conocido como mesoscafo Grumman/Piccard PX-15, fue lanzado en Palm Beach, Florida. Con su tripulación de seis hombres descendió 1000 pies en la costa de Riviera Beach, Florida, y navegó 1.400 millas hacia el norte siguiendo la corriente durante más de cuatro semanas, desembarcando en Maine.
Jacques Piccard murió el 1 de noviembre de 2008 en su casa de Suiza.